# Ediz Hun

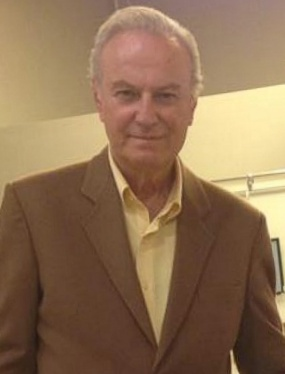
Ediz Hun

Ediz Hun (* 20. November 1940 in Istanbul, Türkei) ist ein türkischer Schauspieler und ehemaliger Politiker.

## Leben
Nach Abschluss des St. Georgs-Kollegs in Istanbul studierte Ediz Hun an der Universität von Oslo und Trondheim Biologie und Umweltwissenschaften.
Seine erste Filmerfahrung sammelte er 1963 mit dem Film Genç Kizlar zusammen mit Hülya Koçyiğit. In den 1960er- und 1970er-Jahren war er in bis zu 100 Spielfilmen zu sehen. Die Zahl der Spielfilme, in denen er aktiv mitwirkte, ist seitdem geringer geworden. In den letzten Jahren besetzte er hauptsächlich Rollen in Seifenopern.
Seit 1985 ist er zudem als Dozent an der Marmara-Universität tätig.
Ediz Hun agierte darüber hinaus zwischenzeitlich als Politiker. Zwischen 1999 und 2002 war er Mitglied der Mutterlandspartei ANAP.
Er ist verheiratet und Vater von zwei Kindern.

## Filmografie (Auswahl)
- 1963: Erenlerin dügünü
- 1966: Affet sevgilim
- 1967: Sinekli Bakkal
- 1970: Ankara Ekspresi
- 1974: Karate Girl (Karateci Kiz)
- 1985: Acimak (Fernsehserie, 7 Folgen)
- 2004: Yadigar (Fernsehserie, 4 Folgen)
- 2018: Arif v 216